# Lomazzo
Lomazzo är en ort och kommun i provinsen Como i regionen Lombardiet i Italien. Kommunen hade 9 988 invånare (2018).